# Państwowy Uniwersytet im. Akakiego Ceretelego
Państwowy Uniwersytet im. Akakiego Ceretelego (gruz. აკაკი წერეთლის სახელობის სახელმწიფო უნივერსიტეტი) – gruzińska uczelnia zlokalizowana w Kutaisi.
Uczelnia powstała w 1930 roku w Tyflisie, władze radzieckie rozwiązały wówczas Tbiliski Uniwersytet Państwowy, a w jego miejsce powołano cztery niezależne instytucje edukacyjne. Jedną z nich był Państwowy Instytut Pedagogiczne, który w 1933 roku został przeniesiony do Kutaisi. W latach 1933–1990 patronem instytutu był Aleksander Culukidze. W 1990 roku, po uzyskaniu niepodległości przez Gruzję, instytut uzyskał ststus uniwersytetu, a jego patronem został Akaki Cereteli. 
W 2006 roku uczenia został połączona z Państwowym Uniwersytetem Technicznym im Nikoloza Muscheliszwiliego w Kutaisi, utworzonym w 1973 roku jako Instytut Politechniczny. Imię Nikoloza Muscheliszwilego, nadano mu w 1977 roku, a status uniwersytetu przyznano w 1992.  
W 2010 roku w struktury uczelni włączono Państwowy Uniwersytet Rolnictwa Subtropikalnego. Uniwersytet ten był założony w 1952 roku w Tbilisi, w 1959 roku został przeniesiony do Suchumi, gdzie funkcjonował jako Gruziński Instytut Rolnictwa Subtropikalnego. Po wojnie w Abchazji wznowiono działalność instytutu w Kutaisi. 
W skład uczelni wchodzą następujące jednostki administracyjne:
- Wydział Rolnictwa
- Wydział Humanistyczny
- Wydział Ekonomii, Prawa i Nauk Społecznych
- Wydział Nauk Ścisłych i Przyrodniczych
- Wydział Transportu Morskiego
- Wydział Medycyny
- Wydział Pedagogiki
- Wydział Inżynierii Technicznej
- Wydział Inżynierii Technologicznej